# Sommersted
Sommersted is een plaats in de Deense regio Zuid-Denemarken, gemeente Haderslev. De plaats telt 1092 inwoners (2008). Het dorp ligt aan de spoorlijn Fredericia - Padborg maar sinds de jaren 70 van de 20e eeuw stoppen er geen treinen meer. Eerder had het dorp ook nog twee stations die werden gebruikt door de Haderslebener Kreisbahn. Deze lijn sloot echter al in 1933.